# Зерноїд чорночеревий
Зерноїд чорночеревий (Sporophila melanogaster) — вид горобцеподібних птахів родини саякових (Thraupidae). Ендемік Бразилії.

## Опис
Довжина птаха становить 10 см, вага 8-10,5 г. Виду притаманний статевий диморфізм. У самців верхня частина тіла сіра, нижня частина тіла чорна. У самиць верхня частина тіла оливково-коричнева, нижня частина тіла охриств.

## Поширення і екологія
Чорночереві зерноїди гніздяться на південному сходу штату Санта-Катарина та на північному сходу штату Ріу-Гранді-ду-Сул. В лютому-на початку березня вони мігрують на північ, до штатів Сан-Паулу, Гояс і Мінас-Жерайс, повертаються назад у жовтні-листопаді. Чорночереві зерноїди живуть на вологих і заплавних луках та на болотах, зустрічаються на висоті до 1000 м над рівнем моря.

## Збереження
МСОП класифікує стан збереження цього виду як близький до загрозливого. За оцінками дослідників, популяція чорночеревих зерноїдів становить від 2500 до 10000 птахів. Їм загрожує вилов з метою продажу на пташиних ринках та знищення природного середовища.